# Kathy Stinson
Kathy Stinson (geboren 1952 in Toronto) ist eine kanadische Kinderbuchautorin. 

## Leben
Kathy Stinson studierte an der Universität Toronto. Sie wurde Grundschullehrerin und Mutter zweier Kinder. Stinson hat über 30 Bücher (Stand 2021) geschrieben: Bilderbücher, Kinderbücher, Sachbücher und Biografien. Im Jahr 2014 gewann sie mit dem Illustrator Dušan Petričić den „TD Canadian Children's Literature Award“ für ihr gemeinsames Buch über Joshua Bell, The Man with the Violin.
Sie lebt mit Peter Carver, einem Kinderbuchverleger, in Rockwood im Wellington County.

## Werke (Auswahl)
- Red is best. Annick Press, 1982
  - Ich mag rot. Illustrationen von Robin Baird Lewis. Übersetzung Marion von der Kammer. Reinbek bei Hamburg : Carlsen, 1984
- The Bare Naked Book. 1986
- Writing Picture Books: What Works and What Doesn't. Pembroke Publishers, 1991 (2013)
- Fish house secrets. Thistledown Press, 1992 und Stuttgart : Klett Sprachen, 1994
- The Fabulous Ball Book. Oxford University Press, 1993
- Writing Your Best Picture Book Ever. Pembroke Publishers, 1994
- One year commencing. Thistledown Press, 1997
- I Feel Different: A Book About Being Adopted. WPS, 1998
- Marie-Claire 1: Dark Spring. Penguin Canada, 2001
- Marie-Claire 2: A Season of Sorrow. Penguin Canada, 2002
- Marie-Claire 3: Visitors. Penguin Canada, 2003
- Marie-Claire 4: Angels in Winter. Penguin Canada, 2004
- Mom And Dad Don't Live Together Any More. Annick Press, 2007
- 101 Ways to Dance. Second Story Press, 2007
- Love Every Leaf: the life of landscape architect Cornelia Hahn Oberlander. Tundra Books, 2008
- What happened to Ivy. Second Story Press, 2012
  - Die Wahrheit über Ivy. Übersetzung Rusalka Reh. München : cbt, 2014
- The Man with the Violin. Annick Press, 2013
- The Lady with the Books: A Story Inspired by the Remarkable Work of Jella Lepman. Kids Can Press, 2020